# Natasha Gregson Wagner
Natasha Gregson Wagner (nascida em 29 de Setembro de 1970) é uma atriz norte-americana.
Wagner nasceu em Los Angeles, California, filha do produtor e escritor Richard Gregson, e da atriz Natalie Wood. É filha adotiva do ator Robert Wagner. Natasha cursou a faculdade na Emerson College, até abandonar os estudos em busca da carreira artística. Casou-se então com D.V. DeVincentis em 11 de outubro de 2003 e de quem se separou em 2008. A atriz é ainda meia-irmã da fabricante de jóias Courtney Brooke Wagner, com quem compartilha a mãe, e irmã adotiva da repórter de Hollywood, Katie Wagner.
O sobrenome de nascimento da Natasha é Gregson, embora Robert Wagner a tenha adotado após a morte de Natalie Wood por afogamento em 1981.

## Filmografia Selecionada
- ER (Plantão Médico) (Série de TV)
- The 4400 (2004) (Série de TV)
- Wonderland (2003)
- Vampires: Los Muertos (Vampiros: Os Mortos) (filme de 2002)
- Pasadena (2001) (Série de TV)
- High Fidelity (Alta Fidelidade) (2000)
- Hefner: Unauthorized (1999)
- Play It to the Bone (1999) (Cameo)
- Revenant (1998)
- Urban Legend (1998)
- Two Girls and a Guy (1997)
- Lost Highway (1997)
- Another Day in Paradise (1997)
- First Love, Last Rites (1997)
- High School High (1996)
- Dragstrip Girl
- Buffy the Vampire Slayer (1992)
- A Morte Como HerançaTainted Blood (1993)
- Dark Horse (1992)